# Tamarit de Llitera

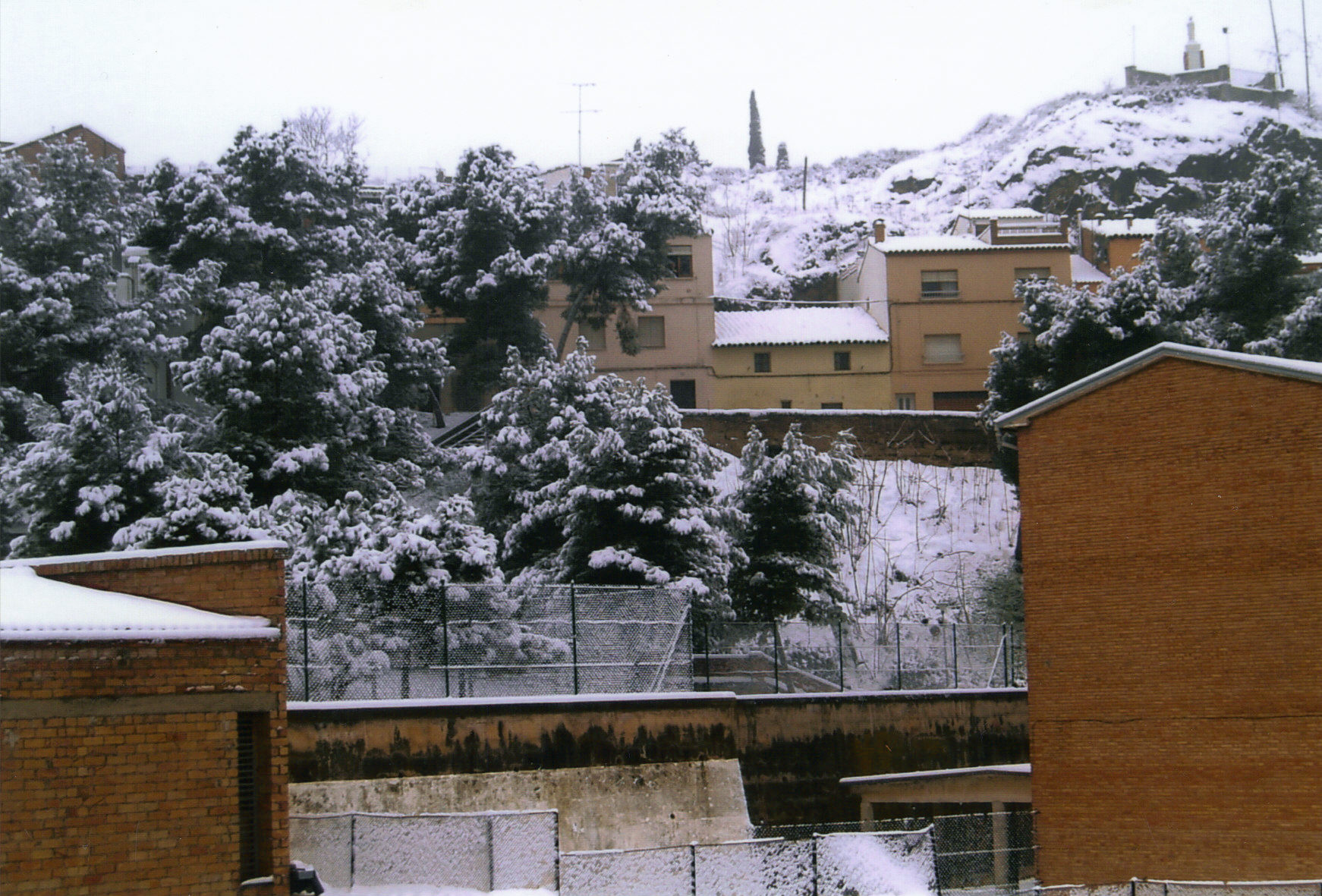
Tamarit de Llitera és un poble que es troba a 475 metres sobre el nivell del mar, encara que no hi acostuma a nevar gaire, sí que és veritat que hi ha hagut anys com el 2001 que va nevar fins a 45 cm.

Tamarit de Llitera és una vila i municipi d'Aragó situat a la Franja de Ponent, a la província d'Osca, capital històrica i cultural de la part catalanòfona de la comarca de la Llitera. A la frontera entre l'Aragó i Catalunya, i fruit de segles de constant intercanvi cultural, la població de Tamarit comparteix característiques dels dos pobles —reflectides a la seua cultura, llengua i tradicions. La població ronda els 3.000 habitants segons dades de l'INE el 2021. El seu entorn natural, situat entre la plana de l'Ebre i els Prepirineus, ofereix paisatges de gran bellesa, amb serres properes com la Serra de San Marcos.
L'economia local es basa principalment en l'agricultura i la ramaderia, amb cultius de cereals, fruites i hortalisses, a més d'algunes indústries relacionades amb la transformació de productes agrícoles. Pel que fa al patrimoni, hi destaca l'Església ex-colegiata de Santa Maria la Major, i l'Església de la Verge del Patrocini, mentre que el nucli antic conserva vestigis del passat medieval i renacentista.

## Un passeig per Tamarit

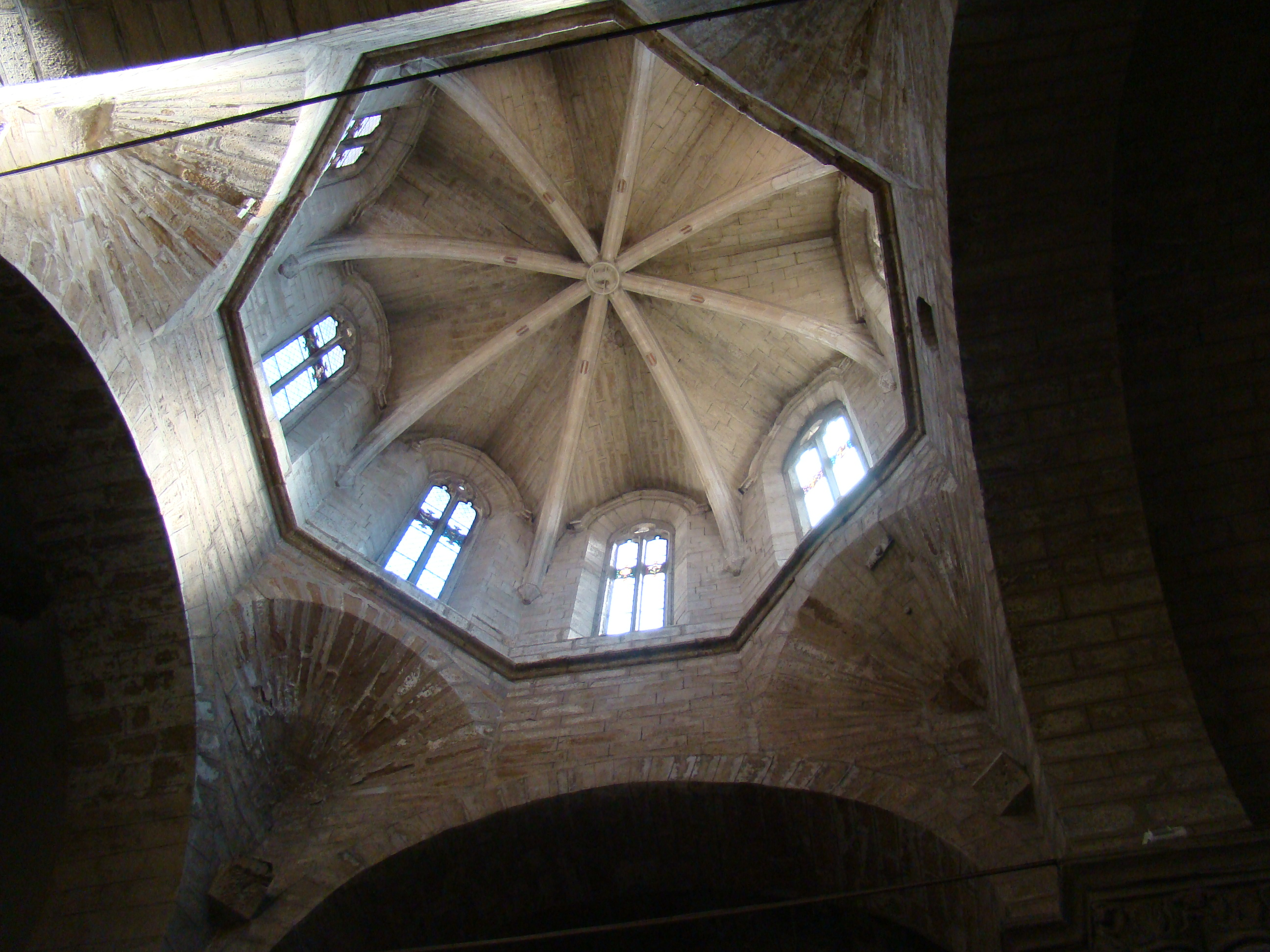
Interior de l'església de Santa Maria la Major

Tamarit està situat al peu de la Serra de la Gesa, dominat per una torre de construcció àrab al tossal de la Pleta, que formava part del Castell de Tamarit conegut popularment com a ‘Castell dels Moros'. En l'actualitat aquestes runes són envoltades pel Parc Forestal del Castell on hi ha una àrea recreativa i la Roca la Botella (monument megalític) i des d'on es pot contemplar tot Tamarit.
El nucli antic del municipi es va anar construint sota la protecció del Castell i encara avui es pot apreciar la seva estructura medieval. Al centre històric està el carrer Caballeros amb cases que daten dels segles XVII i XVIII, la Plaça Major amb l'església de Santa Maria la Major d'estil romànic originalment i amb reformes posteriors (la darrera la de l'any 2010), el carrer Sant Antoni i el Carrer Bisbe Miranda. El centre comercial del poble se centra amb el Passeig de l'Hortàs i la Plaça Espanya amb la Casa de la Vila que va ser reformat l'any 1992 i que encara conserva l'estructura de l'antiga façana d'estil aragonès.
Fora del nucli urbà es troba la ciutat iberica ‘Los Castellassos', ja que l'origen de Tamarit data dels temps dels ibers.
La comarca de la Llitera gràcies a la tenacitat de Joaquin Costa va ser el bressol de la construcció del Canal, que en un principi es va anomenar de Tamarit, però que en inaugurar-se va ser anomenat d'Aragó i Catalunya.

## Història
La vila tal vegada tingué una existència prehistòrica; en l'època romana fou pas d'importants comunicacions. Els àrabs, que s'apoderaren de la població el 714, en fortificaren el primer dels dos castells que llavors ja hi havia, si bé hi restaren cristians mossàrabs que més endavant demanaren auxili a Sanç Ramírez, llavors ocupat per la presa de Barbastre, i que per fi assoliren apoderar-se de Tamarit lo 1065; encara que els àrabs la recobraren dos anys més tard, fou per poc temps. “El Cid” la conquerí el 1071, en la campanya en què també s'apoderà de Fraga, Montsó i Escarp. Alfons II d'Aragó, el 1169, l'atorgà Carta de poblament, donant-li el Fur de Saragossa, elegí lloc pel seu palau i es reservà 4 jugades (1 hectàrea) de terra de sembrat, més d'altres 3 per a sengles capellans, i els forns, los banys i les carrerades.
L'any 1174 Alfons lo Cast donà la vila en dot a Sança de Castella; l'any següent confirmà i addicionà la Carta-poble. En tres ocasions ajudaren els de Tamarit a Jaume el Conqueridor a sufocar altres tantes rebel·lions. L'any 1316 el rei disposà i establí el règim i govern de la vila, i sis anys després se li permeté l'elecció dels seus Jurats, que el 1323 se fixaren en 3 i els consellers en 30.
El 1356, Pere el Cerimoniós donà Tamarit al comte Enric de Trastàmara, i allí, en l'anomenat Palau, nasqueren el seu fill Joan, futur rei de Castella, la infanta Joana de Castella. L'any 1373, el rei incorporà de nou la vila a la Corona d'Aragó. El 1414 es convertiren los jueus de Tamarit.
El 1591, fra Andreu, germà del rei de Portugal, fundà un convent de l'Orde dels Agustins Descalços amb auxili de Felip II de Castella. El 1640, durant la Guerra dels Segadors, la major part de l'exèrcit de Felip IV de Castella estava a Tamarit, Fraga i Tortosa. Els de Lleida sorprengueren a Tamarit les host de Navarra. El 1641 entra en la vila el general francès Philippe de La Mothe-Houdancourt, i havent tornat el 18 de maig de 1642, la vila es posà en armes i matà un nebot de La Motte, pel qual este prengué grans represàlies. A l'església les seues tropes donaren mort a 33 persones i la vila fou saquejada i cremada en part que, l'any següent, estava quasi deshabitada i el 1647 només comptava amb 43 veïns.
El 1664 es confirmà la qualitat de cavallers als veïns de Tamarit. El 1696, el comissari reial Jeroni Torrellas feu ordenació per al règim de la vila. Hi havia un cos de 20 consellers, i abans existia un batlle que administrava justícia, un jurat de l'estat pla i un altre de llogarets; una alna que entenia de pesos i mesures, un racional per la fidelitat dels contes, i un clavari o tresorer, més 10 consellers de la borsa de Nobles.
El 1716 se celebrà una concòrdia entre el bisbe de Lleida, la vila i les monges del monestir de Sant Hilari de Lleida d'aquella ciutat (abans del Pedregal, de Tàrrega), en virtut del qual s'instal·laren en el monestir de Nostra Senyora del Patrocini, conservant totes les rendes que tenien a Catalunya. El 1740, el rei concedí a Tamarit els quatre oficis de regidors, dos de l'estat noble i dos de l'estat pla, elegits i sortejats, amb la sola obligació de la “media annata” cada quinze anys. El mateix any fou la fundació dels Escolapis. L'any 1809, les tropes de la vila, recolzades per altres partides comanades per l'aragonès Perena i el català Baget, obligaren al general francès a retirar-se del país. L'1 d'abril los francesos ocuparen la vila, que passà diverses vegades a mans d'uns i altres.

## Pedanies
- Cornovis, situat al sud del cap de municipi.[2]
- El Gaió, llogaret situat a 293 metres d'altitud.[3]
- Manenta, despoblat.[4]
- La Melusa, situat al sud del municipi.[5]
- Solaner, despoblat.[6]
- El Tossal, despoblat.[7]
- Ventafarines. L'any 1960 tenia 200 habitants.[8]

## Festes i tradicions

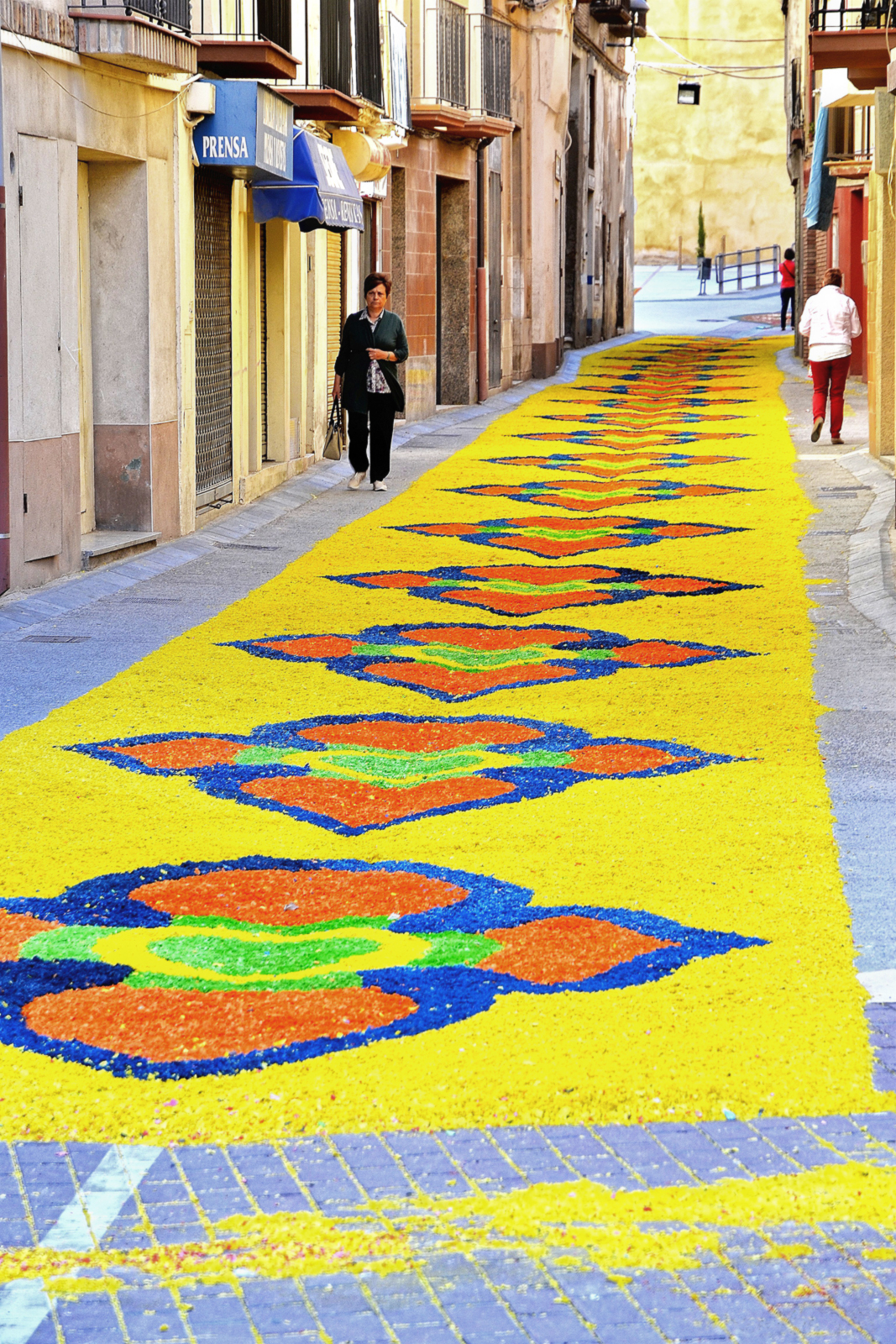
Corpus Christi, se celebra tots els anys el 30 de maig i l'associació de Mestresses de Casa i voluntaris surten als carrers fent aquestes obres.

Tamarit de Llitera celebra diverses festes al llarg de l'any, com les festes d'estiu el 8 de septembre en honor de la Verge del Patrocini. La localitat compta amb associacions culturals i esportives que dinamitzen la vida social i cultural del municipi amb activitats com a concerts, exposicions i competicions esportives.
Les festes majors de Tamarit de Llitera són un esdeveniment destacat al calendari local, generalment dedicat a la celebració d'un sant patró o una figura religiosa important. Aquestes festivitats solen tenir lloc en un període específic de l'any, amb dates que poden variar depenent de la tradició i la història local. La durada de les festes es pot estendre al llarg de diversos dies o setmanes, durant els quals s'organitzen una àmplia varietat d'esdeveniments i activitats per gaudir de la comunitat i dels visitants que acudeixen a la localitat.
Entre els esdeveniments més comuns durant les festes majors s'hi inclouen desfilades, processons religioses, concerts, espectacles de música i dansa, fires, activitats esportives, jocs tradicionals i atraccions per a nens. Aquestes celebracions solen involucrar tota la comunitat, amb la participació activa d'associacions locals, penyes, grups culturals i esportius, així com dels mateixos habitants, que contribueixen a l'organització i el desenvolupament de les festivitats.
Són rellevants les fogueres —als carrers de Santa Llúcia, Sant Anton, Sant Sebastià— amb vi, llonganissa, txolleta (cansalada) i coca per a tothom i el Corpus Christi, amb catifes procesionals fetes amb viruta de fusta tenyida de colors elaborades pels veïns i veïnes.

## Llocs d'interès
- Santuari marià Mare de Déu del Patrocini. En queden restes arquitectòniques.[9]
- Església de Santa Maria la Major de Tamarit de Llitera, a la Plaça Major.